# كلاب (بدرانلو)
كلاب (بالفارسية: کلاب) هي قرية تقع في إيران في قسم بدرانلو الريفي. يقدر عدد سكانها بـ 759 نسمة بحسب إحصاء 2016.